# リガ水力発電所
リガ水力発電所（リガすいりょくはつでんしょ、ラトビア語: Rīgas hidroelektrostacija）はラトビア共和国、リガ市の南端（正確にはサラスピルス）にある水力発電所。ダウガヴァ川を河口から約35km遡ったところにある。